# カルノタウルス
カルノタウルス（学名 Carnotaurus、「肉食の雄牛」の意味）は、後期白亜紀の約7,200万年前から6,900万年前の間に南アメリカに生息していた獣脚類の恐竜の属。カルノタウルスはこのカルノタウルス・サストレイ（Carnotaurus sastrei）一種からなる。カルノタウルスは、保存状態のよい1体の骨格から知られ、南半球に生息する獣脚類のなかでも最もよく解明されている獣脚類のひとつである。1984年に発見されたカルノタウルスの化石は、アルゼンチンのチュブ州でラ・コロニア層の岩石から発見された。カルノタウルスはアベリサウルス科の属で、後期白亜紀にゴンドワナ大陸南部で広大な捕食ニッチを占めていた大型獣脚類である。アベリサウルス科のなかでも、この属は南アメリカに限定された短吻型の分類群であるブラキロストラ類の属とされることが多い。
カルノタウルスは、全長7.5〜8m、体重1.3～2.1tの、軽快で二足歩行の捕食動物であった。獣脚類のカルノタウルスは非常に特殊で特徴的だった。眼の上には他の肉食動物には見られない太い角があり、筋肉質な首の上に非常に深い頭蓋骨が乗っていた。カルノタウルスは小さく退化した痕跡的な前肢と細長い後肢を特徴としていた。骨格は広範囲な皮膚痕とともに保存されており、直径約5mmの重なり合わない小さな鱗がモザイク状に並んでいた。鱗は側面に並んだ大きな凸凹で途切れており、羽毛のある痕跡はなかった。
特徴的な角と筋肉質な首は、同種の動物と戦うために使われた可能性がある。他の研究では、敵対関係にあった個体同士は、素早く頭で殴り合ったり、頭蓋骨の上側でゆっくり押したり、角を衝撃吸収材として使って正面からぶつかり合うなどし、戦っていた可能性がある。竜脚類のような非常に大きな獲物を狩ることができたという研究もあれば、比較的小さな動物を主に捕食していたという研究もあり、カルノタウルスの食性についてはまだよくわかっていない。脳の空洞から嗅覚が鋭敏だったことがうかがえるが、聴覚と視覚はそれほど発達していなかった。カルノタウルスは走ることによく適していたとされ、大型獣脚類のなかでも特に速く走っていたとされる。

## 発見

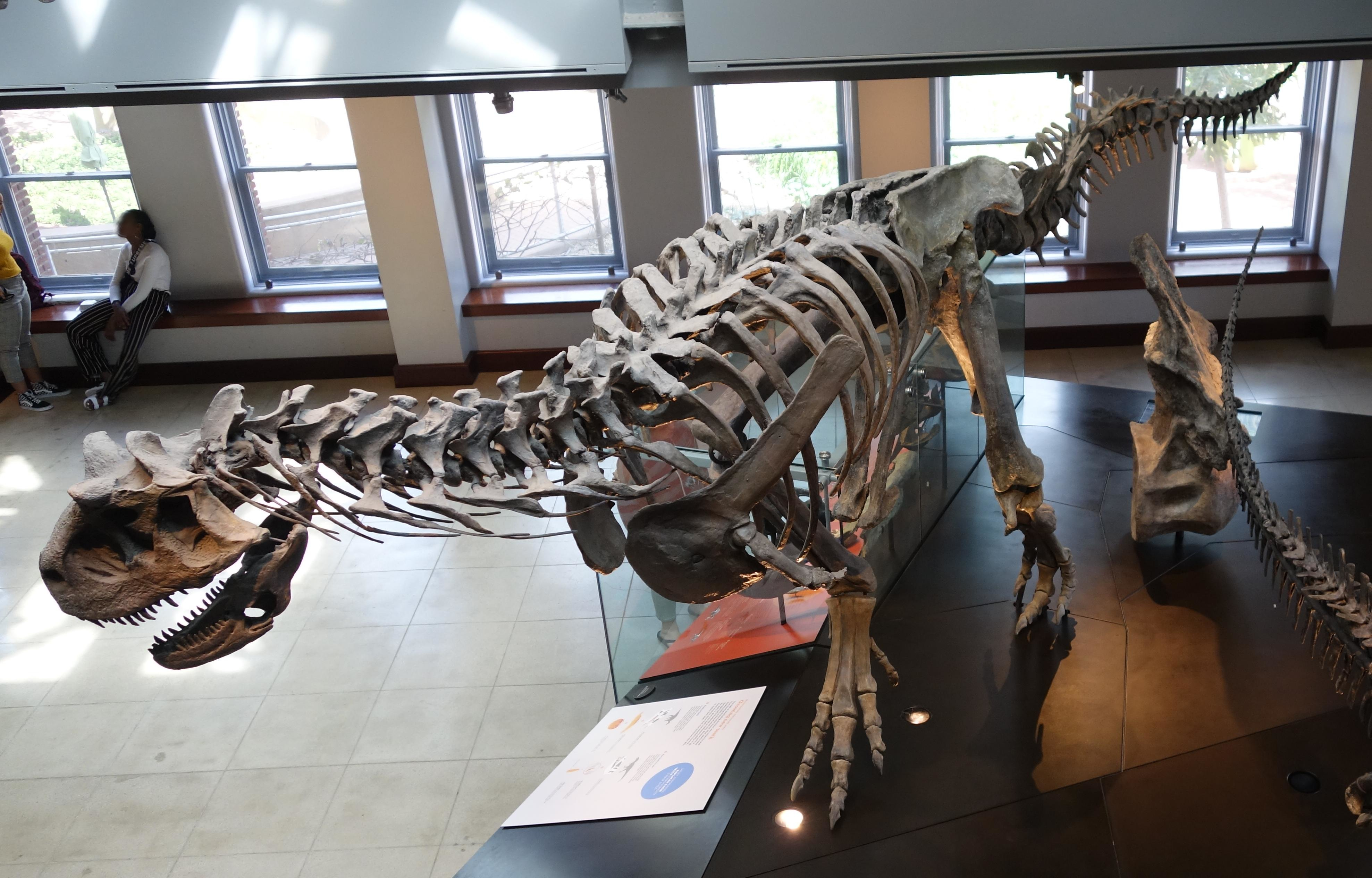
ロサンゼルス郡自然史博物館にあるカルノタウルスの骨格

唯一の骨格標本（ホロタイプ MACN-CH 894）は、1984年にアルゼンチンの古生物学者ホセ・ボナパルテ率いる探検隊によって発掘された。この探検隊は他に、特徴的なトゲのある竜脚類のアマルガサウルスも発見した。これは1976年に始まったナショナル ジオグラフィック協会主催のプロジェクト「南アメリカのジュラ紀と白亜紀の陸生脊椎動物」の8回目の探検であった。骨格はよく保存されており、関節も繋がっていたが、尾の後3分の2、下肢の大部分、両足低部は風化により破壊されていた。頭骨の癒合した縫合線から、この骨格は成体のものだとわかった。右側を下に横たわった状態で発見され、首が胴体の上で反り返った典型的なデスポーズをとっていた。珍しいことに、広範囲に及ぶ皮膚の痕跡が保存されていた。これらの痕跡の重要性を考慮し、元の発掘現場を再調査するために2回目の探検が開始され、さらにいくつかの皮膚の跡が発見された。頭蓋骨は化石化の過程で変形し、左側の鼻骨は右側に対し前方に変位し、また、鼻骨は上方に押し上げられ、前上顎骨は鼻骨に向かって後方に押し下げられた。変形により、上顎の上方への湾曲を誇張した。吻は頭蓋骨の後部よりも変形の影響を大きく受けたが、これは後者の方が剛性が高いためだったと考えられている。上または下から見ると、上顎は下顎ほどU字型ではなく、明らかに一致していなかった。この不一致は、側面から作用する変形の結果であり、この変形は上顎には影響したが、下顎には影響しなかった。これはおそらく下顎の関節の柔軟性が高いためだった。

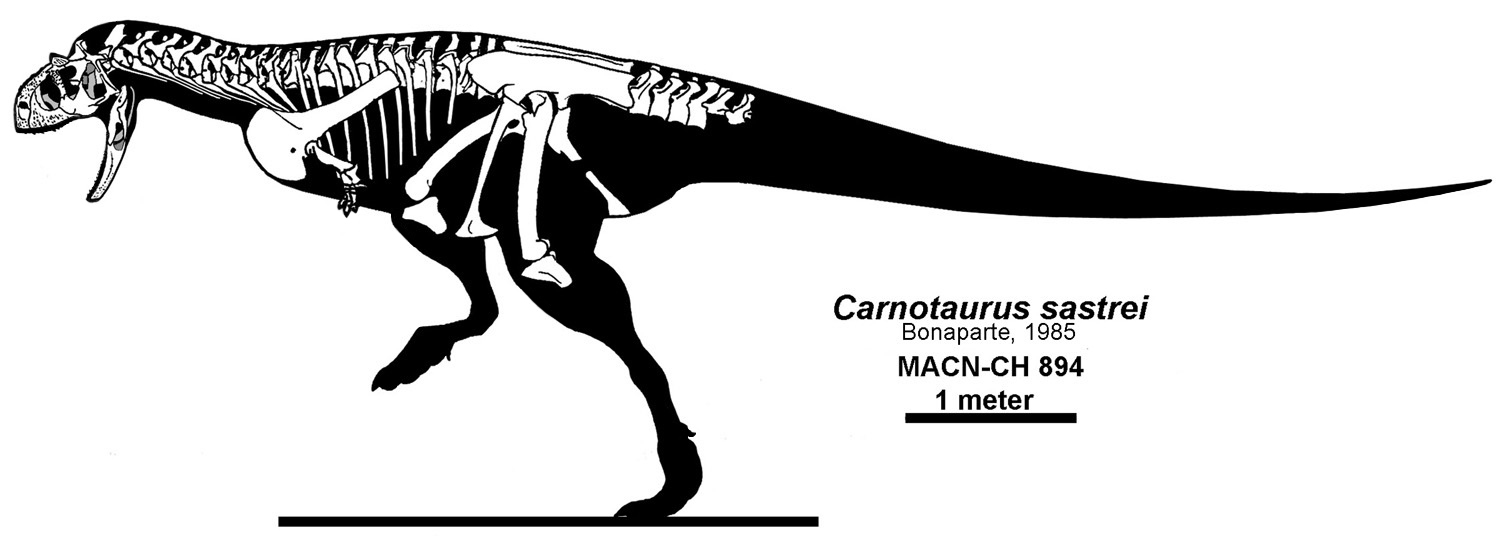
カルノタウルス骨格の発見されている部分

骨格標本は、アルゼンチンチュブ州テルセン・デパルタメントバハーダ・モレノ近郊の「ポチョ・サストレ」という名の農場で発見された。化石は非常に硬い岩である赤鉄鉱の大きなコンクリーションに埋まっていたため、プレパレーションは複雑で進捗は遅かった。1985年、ボナパルテは Carnotaurus sastrei を新属新種として発表し、頭蓋骨と下顎について簡単に記述した論文を出版した。Carnotaurusという属名は、ラテン語で「肉」を意味する "carnis" と、「雄牛」を意味する "taurus" に由来し、雄牛のような角を持つことから「肉食の雄牛」と訳される。sastrei という種小名は、化石が発見された牧場のオーナーである、アンヘル・サストレに因んだもの。1990年には骨格全体の包括的な説明が続いた。カルノタウルスは、アベリサウルスに続いて発見されたアベリサウルス科の2番目の属である。長年にわたり、この恐竜はその科の中で群を抜いて最もよく解明されていた種であり、また南半球で最もよく解明されていた獣脚類でもあった。アウカサウルス、マジュンガサウルス、スコルピオヴェナトルなど、保存状態のよい類似のアベリサウルス類が発見されたのは21世紀に入ってからのことで、それによって研究者たちはカルノタウルスの解剖学的側面を再評価することができるようになった。ホロタイプの骨格はベルナルディーノ・リバダビア自然科学博物館（カバジート）に展示されており、レプリカは同博物館や世界中の他の博物館で見ることができる。造形家の StephenとSylvia Czerkasはカルノタウルスの実物大復元模型を制作し、これは以前ロサンゼルス郡自然史博物館に展示されていた。この模型は、1980年代半ばに博物館が依頼したもので、獣脚類の皮膚の正確な状態を再現した初めての復元模型であった。

## 解説

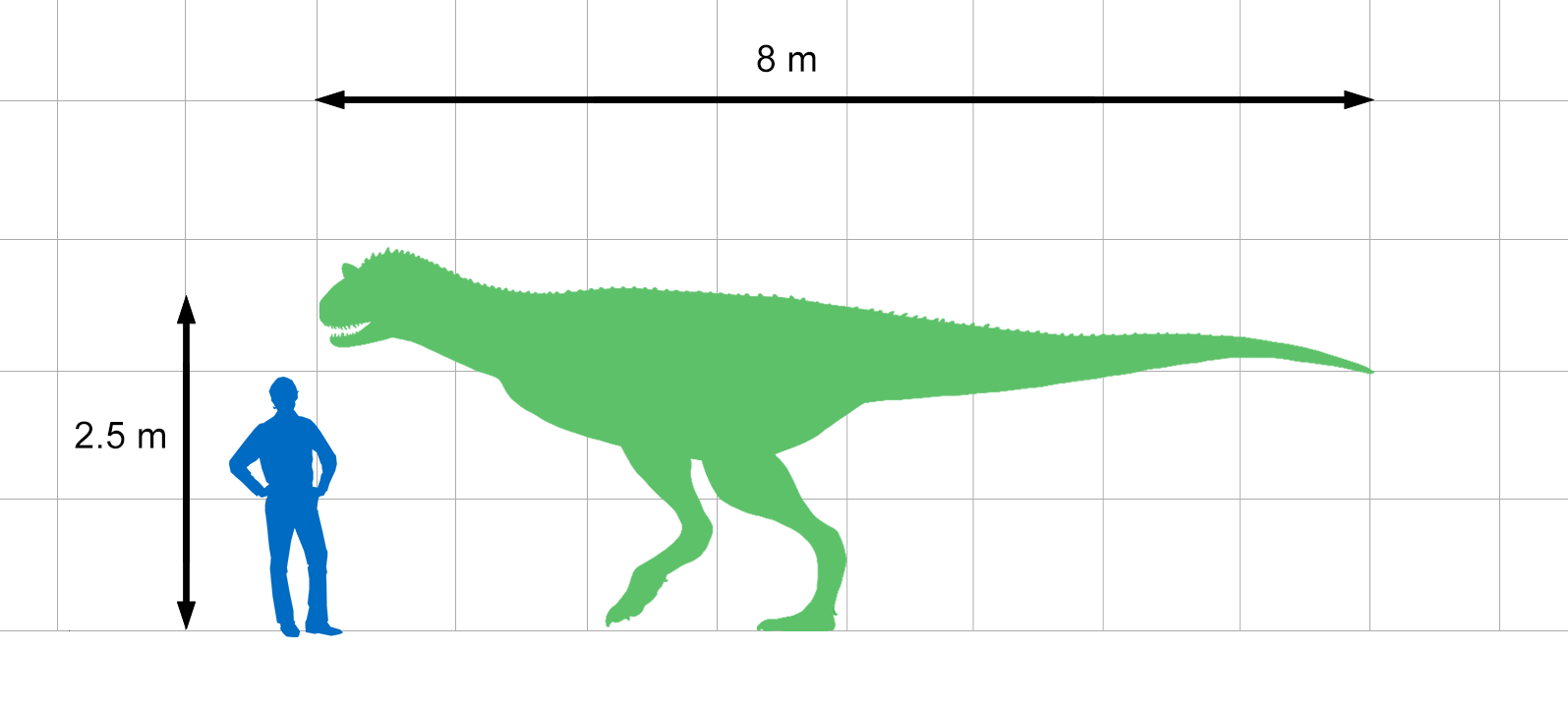
カルノタウルスとヒトの比較図

カルノタウルスは大型だが軽量な捕食動物であった。唯一知られている個体の全長は約7.5〜8mで、カルノタウルスは最大級のアベリサウルス科でもあった。非常に不完全だか、エクリクシナトサウルスとアベリサウルスは、カルノタウルスと大きさが同程度か、あるいはもっと大型であった可能性がある。2016年の研究では、全長8.9mのピクノネモサウルスのみが全長7.8mと推定されたカルノタウルスよりも長かったことが判明した。また、体重は1.33t、1.5t、2t、2.1t、1.3-1.7tと、異なる算定法を用いた別々の研究により幅広く推定されてきた。カルノタウルスは、特に頭蓋骨、椎骨、前肢の特徴に見られるように、高度に特殊化した獣脚類であった。一方、骨盤と後肢は比較的原始的であり、より基部系統のケラトサウルスに似ていた。また、骨盤も後肢も細長かった。この個体の左大腿骨の長さは103cmだが、断面の平均直径は11cmしかない。

### 頭蓋骨

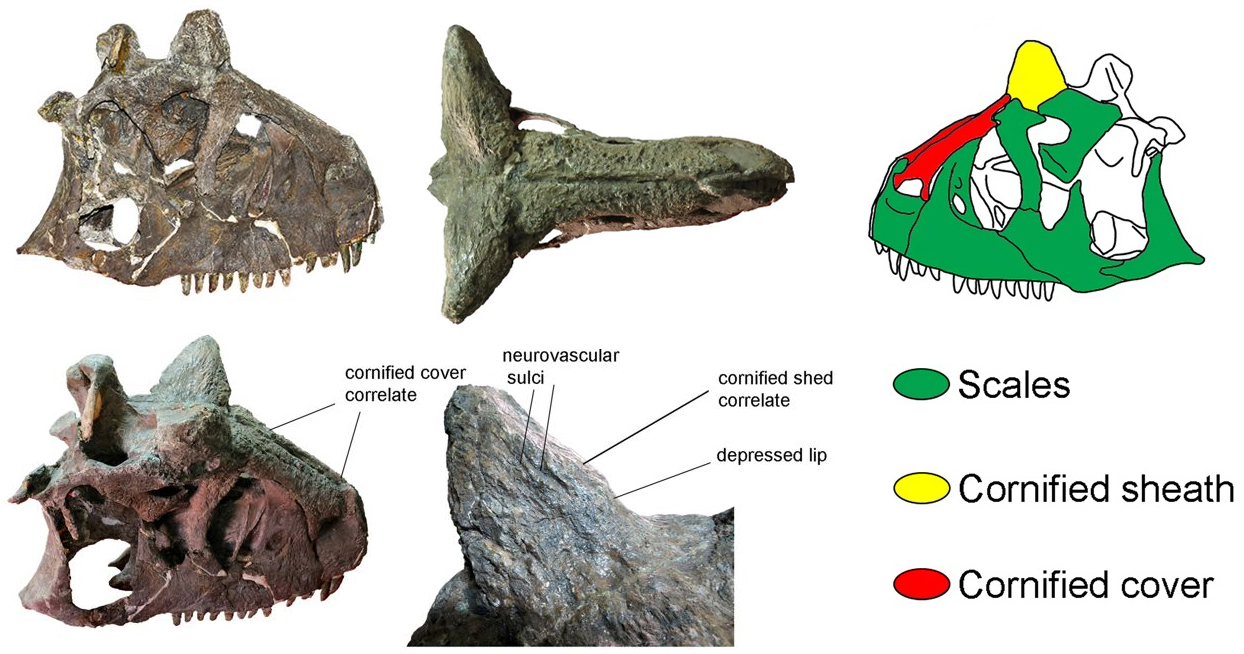
頭蓋骨の複数の角度からの画像 推定された皮膚構造の詳細と、右前頭骨角

頭蓋骨の長さは59.6cmで、他のどの大型肉食恐竜よりも相対的に短く、深かった。鼻口部先は適度に広く、ケラトサウルスのようなより原始的な獣脚類のように先細りではなく、顎は上向きに湾曲していた。眼の上には一対の角が斜めに突き出ており、これらの角は前頭骨によって形成され、太く円錐形状で、中空ではなく、断面はやや垂直に平らになっており、長さは15cmであった。ボナパルテは1990年、これらの角はより長いケラチン質の角鞘の骨芯を形成していたと示唆した。Mauricio Cerroni et al. (2020)は、頭蓋骨の角がケラチン質の鞘を支えていたことを認めつつ、その角鞘は骨芯よりもそれほど長くはなかったとした。
他の恐竜と同様、頭蓋骨には左右に6つの主要な開口部があった。これらの開口部のうち最も前方にある外鼻孔は長方形の様な形で、前方と側方に向いているが、ケラトサウルスなど他の恐竜のように側面から見て傾斜していなかった。この開口部は鼻骨と前顎骨のみによって形成されるが、一部のケラトサウルス類では上顎骨もこの開口部に接していた。鼻孔と眼窩の間には前眼窩窓があった。スコルピオヴェナトルやマジュンガサウルスなどの近縁種では、高さよりも長さがあったが、カルノタウルスは対照的に長さよりも高さがあった。前眼窩窓は前方の上顎骨と後方の涙骨によって形成される大きな窪みである前眼窩窩に位置している。これは他のアベリサウルス科と同様、カルノタウルスでもこの窪みは小さかった。前眼窩窩の前下方隅には、上顎内の空洞につながるpromaxillary fenestraと呼ばれる小さな穴があった。眼は鍵穴状の眼窩の上部に位置していた。この上部は、比例して小さく円形に近い形状で、前方に突出した後眼窩骨によって眼窩の下部から分離されていた。わずかに前方に回転しており、おそらくある程度の両眼視が可能になっていた。眼窩の鍵穴のような形状は、頭蓋骨の顕著な短縮と関係している可能性があり、類似の吻を持つアベリサウルス科にも見られた。すべてのアベリサウルス科と同様に、前頭骨は眼窩に接しなかった。眼窩の背後には、側部に下側頭窓、頂部に上側頭窓の2つの窓があった。下側頭窓は高く、短く、腎臓形をしており、上側頭窓は短く、四角形だった。もう一つの窓である下顎窓は下顎に位置しており、カルノタウルスでは、比較的大きかった。

復元された頭蓋骨の図

上顎には両側それぞれに前上顎骨歯が4本、上顎骨歯が12本あり、下顎の下顎骨には片側に15本の歯が備わっていた。その歯は他のアベリサウルス科に見られる非常に短い歯とは対照的に、長く細いものだった。しかし、Cerroni et al. (2020)は頭蓋骨について記載した際、発掘中にすべての歯はひどく損傷しており、後に石膏で復元されたものであったと述べた（ボナパルテは1990年に下顎歯には断片化しているものがあると述べるに留まっている）。したがって、歯の形状に関する信頼できる情報源は、まだ顎の内部にある置換歯や歯根に限られ、CT画像を使用し調査することができる。置換歯は、低く平らな歯冠を持ち、間隔が狭く、前方に約45度傾斜していた。1990年の記載で、ボナパルテは下顎が浅く弱い構造であり、歯骨が最後部の顎骨と2つの不動結合でしか繋がっていないことを指摘し、またこれは、頑丈そうな頭蓋骨とは対照的であったとした。Cerroniらは、歯骨と最後部の顎の骨の間に、複数の緩い結合を発見した。この結合部分が非常に柔軟であることには変わりないが、必ずしも貧弱であったとは限らない。歯骨の骨縁下は凸状であったが、マジュンガサウルスでは直線であった。

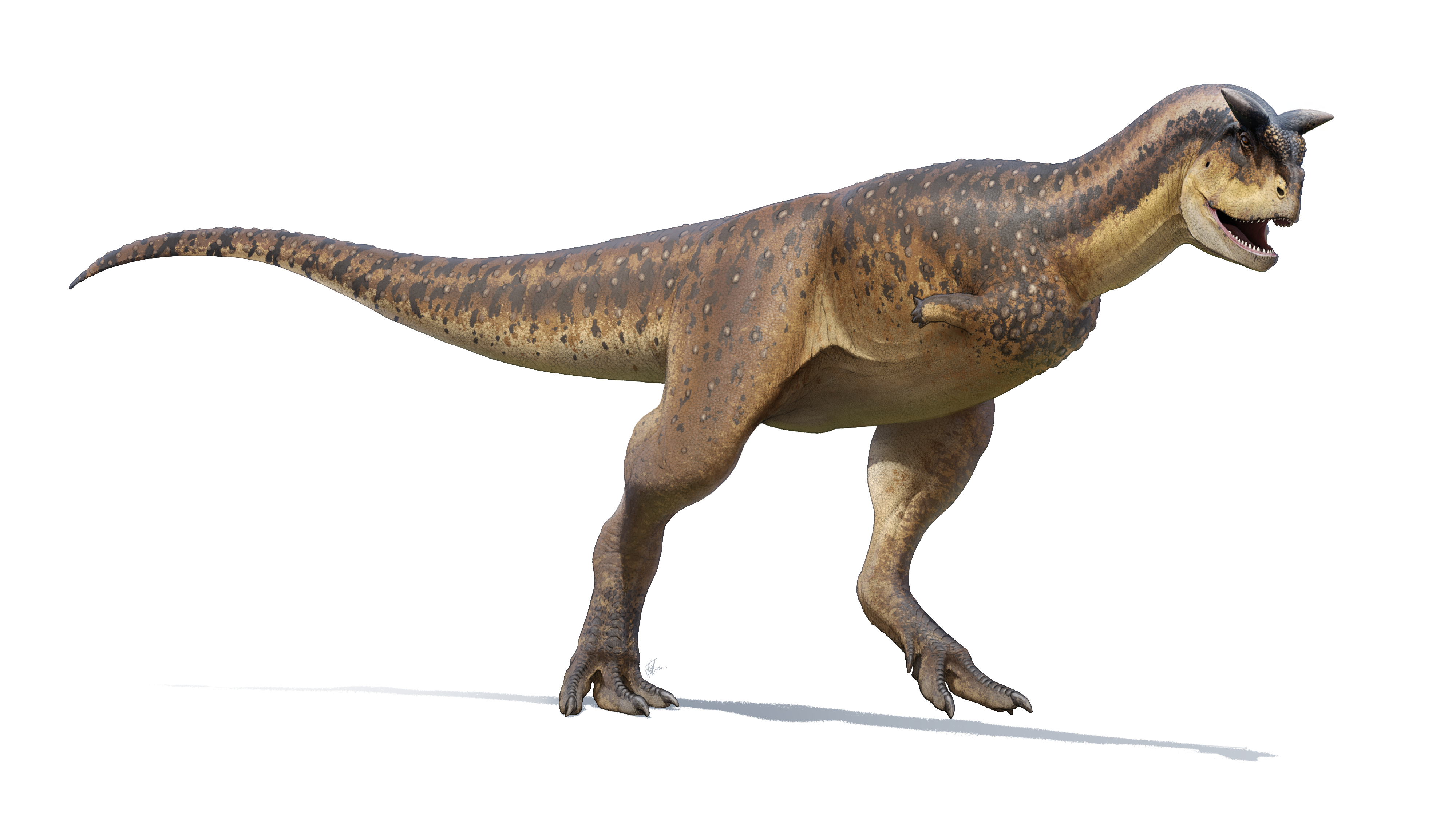
カルノタウルスの復元図

下顎は、生存していた場合の位置にある骨化した舌骨とともに発見された。舌などの筋肉等を支えるこの細い骨は、他の恐竜ではほとんど見つかっておらず、それはこれらが一般的に軟骨状であることが多く、他の骨とつながっていないため、簡単に紛失する為である。カルノタウルスには、3つの舌骨が保存されていた。湾曲した棒状の一対の舌骨が、一つの台形状の舌骨（底舌骨）と連結している。またカルノタウルスは、底舌骨が知られている唯一の非鳥類型獣脚類である。他のアベリサウルス科と同様に、頭蓋骨の後方には脳室を取り囲むように発達した室があった。中耳腔と繋がっている鼓室と、頸部にある気嚢の成長により生じた室の、2つの独立した室が存在していた。
カルノタウルスの頭蓋骨には、一対の角や非常に短く深い頭蓋骨など、多くの固有派生形質が見られた。上顎骨の前上顎窓の上には窪みがあり、前眼窩洞により窪んだと考えられている。鼻涙管は、機能が不明の管を通り管の表面に出ていた。また、方形骨の深く長い空気を含む窪みや、口蓋骨の翼突筋に細長い窪みが存在するといったものが、固有派生形質であった可能性がある。

### 椎骨

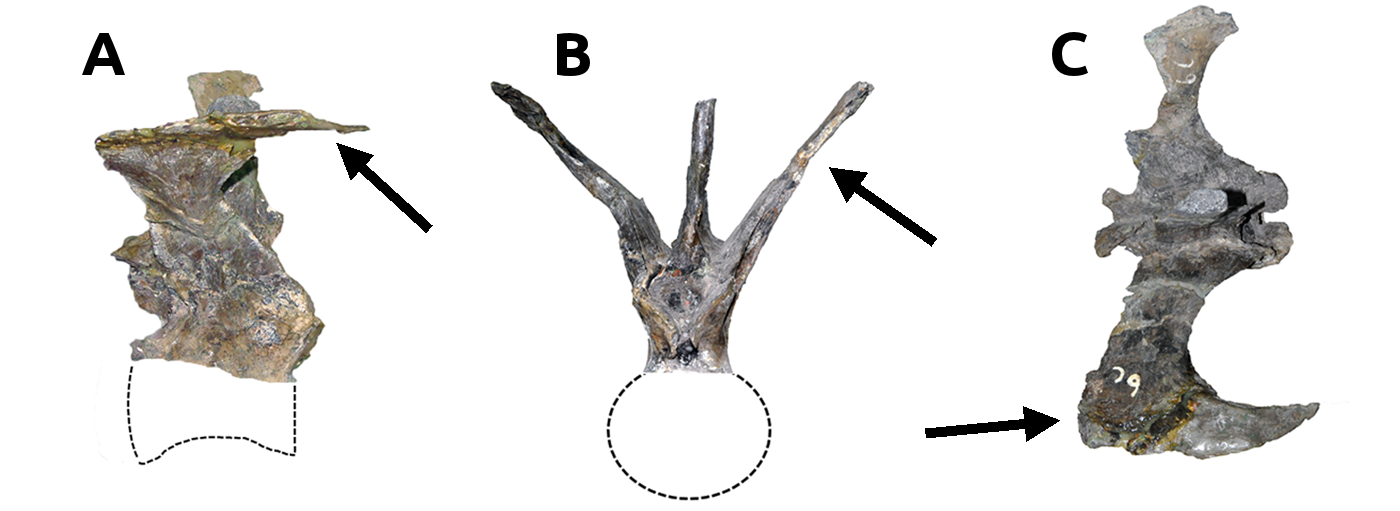
ホロタイプの第六尾椎 A.側面図 B.正面図 C.上面図 矢印は尾肋が大きく変形していることを示す

椎骨は10個の頸椎、12個の胴椎、6個の癒合した仙椎、そして未知の数の尾椎から構成されていた。頸部は他の獣脚類に見られるS字カーブではなく、ほぼ直線であり、特に付け根にかけて異常に幅が広かった。首の脊柱の上部には、epipophysesと呼ばれる拡大した上向きの突起が二列に並んでおり、首の椎骨の上部に滑らかな溝を作っていた。これらの突起は頸椎の最も高い部分にあり、異常に低い棘突起の上にそびえ立っていた。このepipophysesはおそらく、著しく強い頸部の筋力の付着部となっていたとされている。尾椎にも同様な二列があり、高度に変化した尾肋によって形成され、正面から見るとV字型に上方に突出し、その内側が尾椎前部の滑らかで平らな上面を作っている。各尾肋の端には、前方に突出したフック状の拡張部があり、前方の椎骨の突起とつながっている。

### 前肢

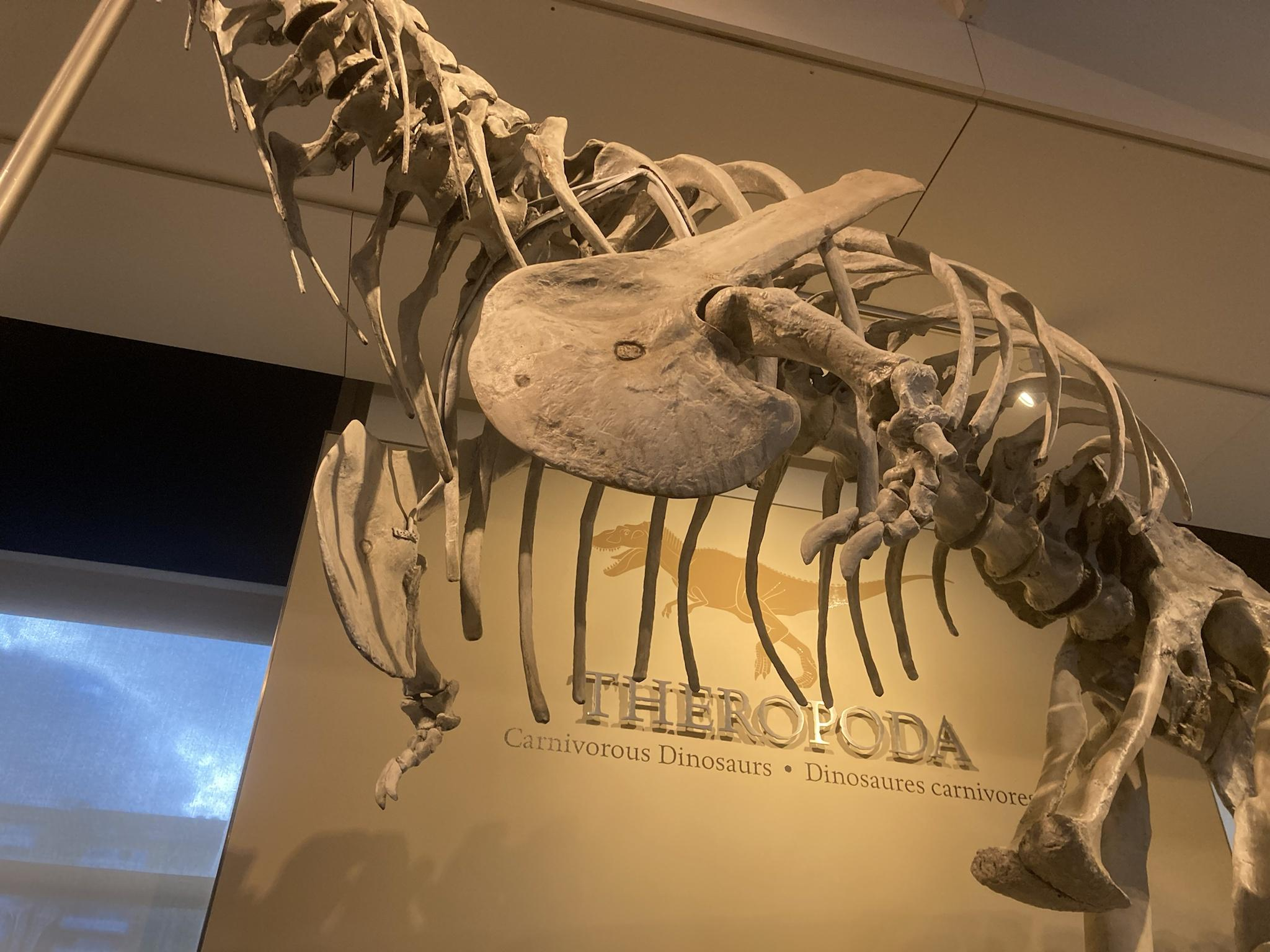
肩と腕 手は日常生活では動かすことができないほど湾曲していた

Ruiz et al. (2011)による手の骨の解剖

前肢は、ティラノサウルス科を含む他のどの大型肉食恐竜よりも、比率的に短かった。前腕は上腕の4分の1の大きさしかなかった。手には手根骨がなく、中手骨は前腕と直接連結していた。手には4本の基本的な指が見られたが、真ん中の2本だけが指骨で終わっており、4本目は外側の "けづめ" に相当する可能性のある添え木のような中手骨1本で構成されていた。指自体は癒合して動かず、爪もなかった可能性がある。カルノタウルスは、他のすべてのアベリサウルス科と比較し、前肢が短く頑丈で、添え木のような第4中手骨が手の中で最も長い骨であるという点で異なっていた。2009年の研究では、刺激伝達を担う神経繊維が同様に痕跡的な前肢をもつ現生のエミューやキーウィに見られる程度にまで減少していたため、アベリサウルス科でも前肢は痕跡器官であったと示唆されている。

### 皮膚
カルノタウルスは、かなりの数の皮膚印象化石が発見された最初の獣脚類である。これらの皮膚化石は、骨格右側の下となった部分で発見され、下顎、前頸部、肩帯、骨性胸郭など、様々な体の部位からなる。最大の皮膚化石は尾の前部から発見された。発掘以前は、頭蓋骨の右側に大きな皮膚の痕が存在していたが、発掘する際に皮膚があったことに気づかず、化石は失われてしまった。しかし、いくつかの頭蓋骨の表面から、皮膚痕がどのようなものであったかを推測することは可能である。吻の側面と前面には、溝、穴、などを持った凹凸の表面があり、おそらく現在のワニのように平らな鱗で覆われていたと考えられている。鼻先の上部には多数の小さな穴と棘があり、この質感は角質化した皮膚と関係していた（角質層で覆われていた）とされている。このような皮膚はマジュンガサウルスにも存在したが、アベリサウルスとルゴプスには存在しなかった。涙骨と後眼窩窓に縦溝のある丘陵状の表面があることから、おそらく大きな鱗の列が眼を囲んでいたと考えられる。

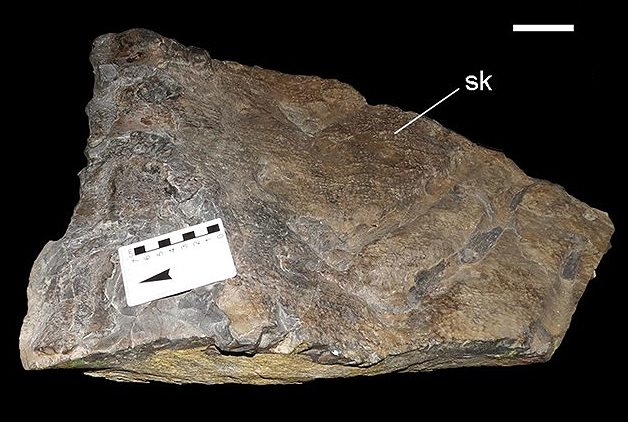
尾部の皮膚印象

皮膚は、直径約5～12mmの多角形の重なり合わない鱗の形で構成されていた。この鱗は細い平行の溝で区切られていた。鱗の模様は頭部を除いて体のさまざまな部分で類似していたが、頭部は明らかに異なる不規則な鱗のパターンを示していた。また、羽毛の痕跡はなかった。より大きなコブ状の隆起した構造が首、背中、尾の側面に不規則な列で存在していた。これらの隆起は、直径が4～5cm、高さが最大5cmで、低い正中線の隆起を示すことが多かった。これらは互いに8～10cm離れており、頭部に近づくほど大きくなっていた。この隆起は、おそらく特徴的な鱗（集まった稜鱗の塊）を表しており、ハドロサウルス科の体の正中線に沿って走る柔らかいフリルに見られるものと似ていた。また、これらの構造には骨は含まれていなかった。Stephen Czerkas (1997)は、これらの構造は、同種や他の獣脚類と戦闘時に脇腹を保護した可能性があると示唆し、同様の構造が現代のイグアナの首にも見られ、闘争時に限定的な防御を提供していたと主張した。
2021年に発表されたカルノタウルスの皮膚に関するより新しい研究では、体の鱗のこれまでの描写は不正確であり、大きな特徴的な鱗は、古い復元図のように別々の列に分布しているのではなく、体に沿ってランダムに分布していたことが示唆されている。また、体に沿って異なる部位の特徴的な鱗の大きさが段階的に変化する兆候も見られない。それに対しカルノタウルスの基底部の鱗は非常に様々で、胸部、肩甲骨部、尾部それぞれにおいて、小さく細長いものから大きく多角形のもの、また円形からレンズ状のものまで、大きさは非常に多様であった。この鱗の分化は、体が大きく活動的な生活を送っていたため、体温調節によって体温を調節し、余分な熱の発散させることに関係していた可能性がある。

## 分類

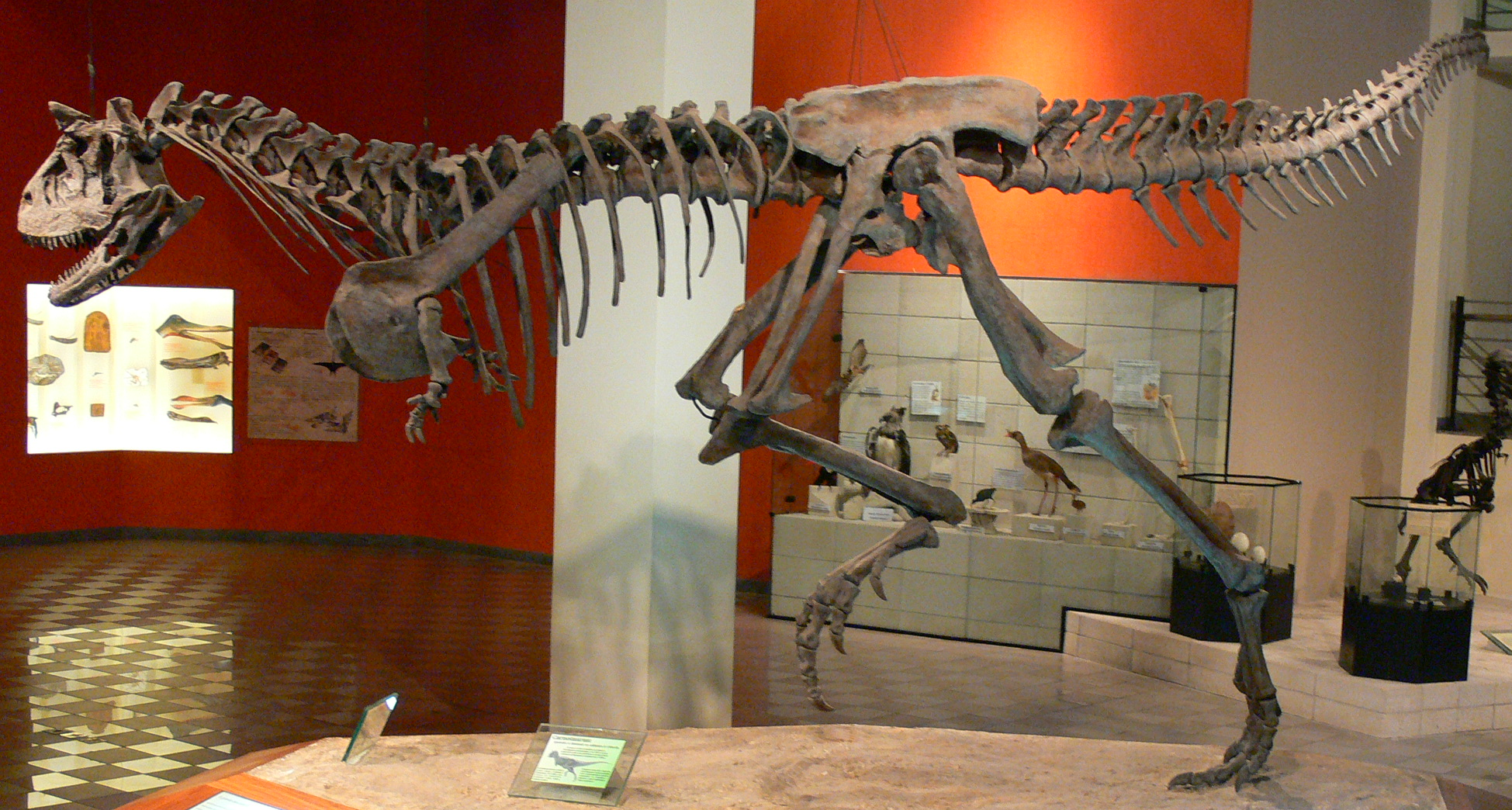
ホロタイプの復元模型:PUC-MG自然科学博物館

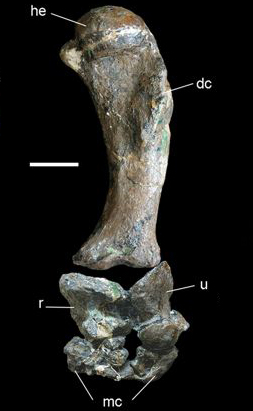
前肢の骨

カルノタウルスは、超大陸ゴンドワナ大陸南部に限定された大型獣脚類の科であるアベリサウルス科の中で、最もよく理解されている属のひとつである。アベリサウルス科はゴンドワナ大陸の後期白亜紀において支配的な捕食者で、カルカロドントサウルス科に取って代わり、ティラノサウルス科が北方大陸で埋めた生態的地位を占めていた。頭蓋骨と腕の短縮や頸椎と尾椎の特殊性など、この科内で進化したいくつかの注目すべき特徴は、カルノタウルスでは他のどのアベリサウルス科よりも顕著であったことである。
アベリサウルス科内の関係については議論があるものの、カルノタウルスは系統分類学的分析により、この科の中で最も派生的な属のひとつであることが一貫して示されている。最も近縁であった属はアウカサウルスあるいはマジュンガサウルスであった可能性がある。これに対し2008年の論文では、カルノタウルスはどちらの属とも近縁ではないとし、代わりにイロケレシアを姉妹群として提唱した。Juan Canale et al. (2009)は、マジュンガサウルスを含まないカルノタウルスを含む新しい分岐群ブラキロストラ類を設立した。この分類方はそれ以来多くの研究で採用されてきた。
カルノタウルスは、アベリサウルス科の2つの下位分類群、カルノタウルス亜科とカルノタウルス族の名の由来となっている。古生物学者らはこれらの分類学をすべて採用しているわけではない。カルノタウルス亜科は、ほとんどの研究で原始的な属とされているアベリサウルスを除く、すべての派生したアベリサウルス科を含むように定義された。しかし、2008年の論文では、アベリサウルスは派生したアベリサウルス科であることが示唆されている。カルノタウルス族は、カルノタウルスとアウカサウルスによって形成された分岐群を命名するために設立された。アウカサウルスをカルノタウルスの近縁属とする古生物学者のみがこの分類群を使っている。2024年の研究では、カルノタウルス族はカルノタウルス、アウカサウルス、ニエブラ、コレケンからなる有効な分岐群として回復した。
以下は、2009年にCanaleらが発表したクラドグラムである。
|  | Aucasaurus  |
|  |             |
|  | Carnotaurus |
|  |             |

|  | Ilokelesia                                                          |
|  |                                                                     |
|  | \| \| Skorpiovenator \| \| \| \| \| \| Ekrixinatosaurus \| \| \| \| |
|  |                                                                     |
|  | Skorpiovenator                                                      |
|  |                                                                     |
|  | Ekrixinatosaurus                                                    |
|  |                                                                     |

|  | Skorpiovenator   |
|  |                  |
|  | Ekrixinatosaurus |
|  |                  |

|  | Aucasaurus  |
|  |             |
|  | Carnotaurus |
|  |             |

|  | Ilokelesia                                                          |
|  |                                                                     |
|  | \| \| Skorpiovenator \| \| \| \| \| \| Ekrixinatosaurus \| \| \| \| |
|  |                                                                     |
|  | Skorpiovenator                                                      |
|  |                                                                     |
|  | Ekrixinatosaurus                                                    |
|  |                                                                     |

|  | Skorpiovenator   |
|  |                  |
|  | Ekrixinatosaurus |
|  |                  |

|  | Aucasaurus  |
|  |             |
|  | Carnotaurus |
|  |             |

|  | Ilokelesia                                                          |
|  |                                                                     |
|  | \| \| Skorpiovenator \| \| \| \| \| \| Ekrixinatosaurus \| \| \| \| |
|  |                                                                     |
|  | Skorpiovenator                                                      |
|  |                                                                     |
|  | Ekrixinatosaurus                                                    |
|  |                                                                     |

|  | Skorpiovenator   |
|  |                  |
|  | Ekrixinatosaurus |
|  |                  |

|  | Aucasaurus  |
|  |             |
|  | Carnotaurus |
|  |             |

|  | Ilokelesia                                                          |
|  |                                                                     |
|  | \| \| Skorpiovenator \| \| \| \| \| \| Ekrixinatosaurus \| \| \| \| |
|  |                                                                     |
|  | Skorpiovenator                                                      |
|  |                                                                     |
|  | Ekrixinatosaurus                                                    |
|  |                                                                     |

|  | Skorpiovenator   |
|  |                  |
|  | Ekrixinatosaurus |
|  |                  |

## 研究

### 角の機能

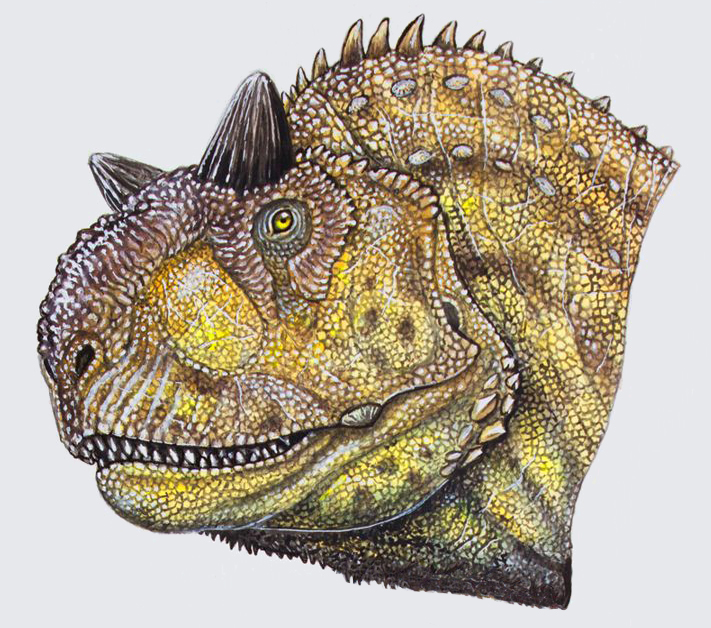
頭蓋骨の骨形態から推定される軟部組織を示す頭部の復元図

カルノタウルスは、前頭骨に一対の角を持つ唯一の肉食二足歩行動物として知られる。この角の用途は完全には明らかになっていない。同種と戦ったり、獲物を殺すために使われたという解釈がいくつかあるが、求愛や同種を認識するためのディスプレイとして使われた可能性もある。
1988年にグレゴリー・ポールは、角は突きつけ合うための武器であり、眼窩が小さいため、戦いの際に目を傷つける可能性を最小限に抑えることができたと主張している。1998年にGerardo Mazzettaらは、カルノタウルスが雄羊に似た方法で角を使っていたことを示唆した。彼らの計算では、首の筋肉組織は、2頭のカルノタウルスが双方毎秒5.7mの速度で正面から頭を衝突させたときの衝撃を吸収するのに十分な強さがあったとされる。2009年にFernando Novasは、いくつかの骨格の特徴を、頭部で打撃を与えるための適応のためであったとした。彼は、頭蓋骨が短いことで慣性モーメントが減少し、頭の動きが素早くなったのではないか、また筋肉質な首によって、頭部への強い打撃が可能になったのではないかと指摘した。彼はまた、頭や首から伝わる衝撃に耐えるために進化した可能性のある脊椎の剛性と強度の向上についても言及した。
他の研究では、敵対関係にあったカルノタウルスは頭を激しく突きつけ合うのではなく、頭蓋骨の上部でゆっくりと押し合っていたと示唆されている。Mazzetta et al. (2009)は、角は脳に損傷を与えることなく圧縮力を分散させるための器官ではないかと主張した。これは、角の上側が平坦になっていること、頭蓋骨の上部の骨が強く癒合していること、そして頭蓋骨が急激な頭部打撃に耐えられないことから裏付けられる。2018年にRafael Delcourtは、角は現代のウミイグアナに見られるように、ゆっくりと頭突きをしたり、突き飛ばしたりするか、あるいは現代のキリンに見られるように、相手の首や脇腹を打撃するのに使われた可能性があると示唆した。後者の可能性は、関連するマジュンガサウルスについて2011年の学会論文で提案されたことがある。
Gerardo Mazzetta et al. (1998)は、角は小さな獲物を傷つけたり殺したりするためにも使われたのではないかと主張している。角の芯は鈍いものの、ケラチン質の被膜があれば、現代のウシ科の角と似た形をしていた可能性がある。しかし、これは動物の角が狩猟用の武器として使用された唯一の報告例であろう。

### 顎の機能と食事

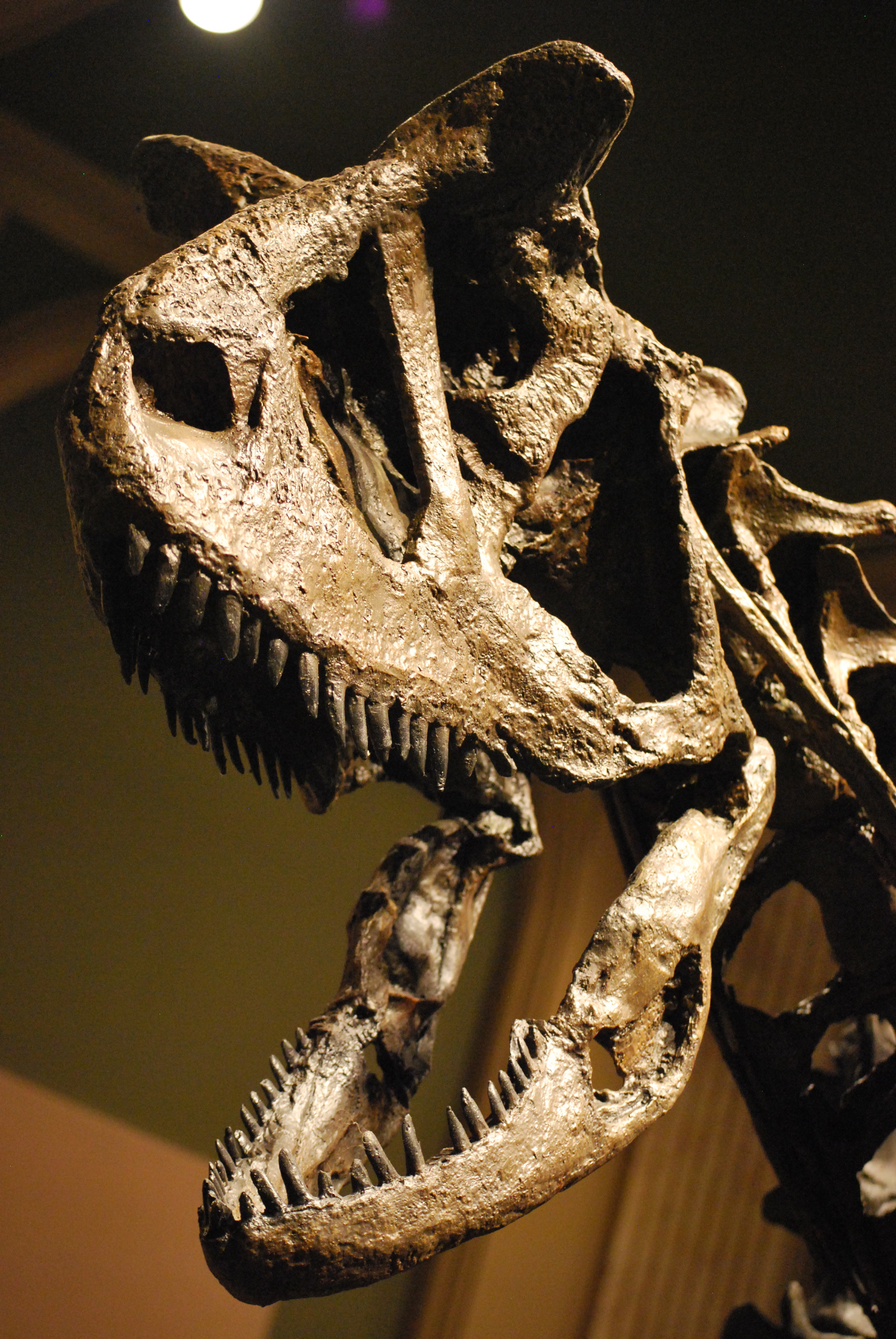
頭蓋骨の模型 アメリカ合衆国ケノーシャにある恐竜ディスカバリーミュージアム

1998年、2004年、2009年のMazzettaらによるカルノタウルスの顎の構造の分析では、カルノタウルスは素早い噛みは可能だったが、強い噛みはできなかったことが示唆された。現代のクロコダイル科の研究で示されているように、小さな獲物を捕らえるときには、強く噛むことよりも素早く噛む方が重要である。彼らはまた、頭蓋骨と特に下顎に高い柔軟性（キネシス）があり、現代のヘビにやや類似していることにも注目した。顎の弾力性によって、カルノタウルスは小さな獲物を丸呑みできたとされる。さらに、下顎の前部は蝶番関節で連結されており、上下に動くことができた。歯は下向きに押されると前方に突き出し、カルノタウルスは小さな獲物を突き刺すことができた。歯が上向きに湾曲したとき、後方に突き出した歯は捕らえた獲物が逃げるのを妨ぐことができた。Mazzettaらはまた、頭蓋骨が大きな獲物を引っ張るときに生じる力に耐えられることも発見した。したがって、カルノタウルスは主に比較的小さな獲物を捕食していた可能性があるが、大型恐竜を狩ることもできた。2009年、Mazzettaらはカルノタウルスの咬合力を約3,341ニュートンと推定した。2022年に行われた33種類の恐竜の咬合力を推定する研究では、カルノタウルスの咬合力は顎の前方部で約3,392ニュートンと推定され、これはそれまでの推定値よりも少し高かった。一方、顎の後方部での咬合力は7,172ニュートンと推定された。
2005年にこの解釈はFrançois Therrienらによって疑問視され、彼らはカルノタウルスの咬合力がアメリカアリゲーター（現生の四肢動物の中で最も咬合力が強いとされる）の2倍であることを発見した。彼らまたは、現代のコモドオオトカゲとの類似点も指摘している。下顎の曲げ強さは先端に向かって直線的に減少しており、このことから、この顎は小さな獲物を高精度で捕らえるのに適しておらず、大きな獲物を弱らせ、切り傷を与えるのに適していた。その結果、この研究によれば、カルノタウルスは主に大型動物を捕食していたに違いなく、おそらく待ち伏せをし捕食していたと考えられた。Cerroni et al. (2020)は、柔軟性は下顎に限られていたと主張した。一方、頭蓋の天井が厚くなっていることや、頭蓋のいくつかの関節が骨化していることから、頭蓋に運動機能はなかったか、あってもごくわずかだったことが示唆されている。
1998年にロバート・T・バッカーは、カルノタウルスが主に非常に大きな獲物、特に竜脚類を捕食していたことを発見した。彼が指摘したように、短い吻、比較的小さな歯、そして強い頭蓋後部（後頭骨）など、頭蓋骨のいくつかの適応は、アロサウルスにおいても同様に独立して進化した。これらの特徴から、上顎は鋸歯状の棍棒のように傷を負わせるために使われていたことを示唆しており、大型の竜脚類は繰り返し攻撃を受けることで弱体化していたと考えられる。

### 移動
1998年と1999年にMazzettaらは、カルノタウルスは走るのが速かったと推定し、大腿骨が走る際の高い曲げモーメントに耐えられるように適応していたと主張している。動物の脚のこのような力に耐えられる能力は、最高速度を制限した。カルノタウルスの走力への適応は、ダチョウほどではないが、ヒトよりは優れていた。科学者の計算によるカルノタウルスの最高速度は、時速48～56kmであった。
恐竜において、最も重要な歩行筋は尾にあった。この筋肉は尾大腿筋と呼ばれ、大腿骨の突出部である第四転子に付着し、収縮すると大腿骨を後方に引っ張った。2011年にScott Personsとフィリップ・J・カリーは、カルノタウルスの尾椎では尾部肋骨が水平に（T字型）突き出ているのではなく、椎骨の垂直軸に対して角度がついておりV字型であると主張した。これにより、他のどの獣脚類よりも大きな尾大腿筋のためのスペースが確保されたと考えられる。筋肉の質量は、脚1本あたり111～137kgと推定されている。したがって、カルノタウルスは大型獣脚類のなかでも最速だった可能性がある。尾大腿筋が肥大する一方で、尾骨の上部に位置する軸上筋は比例して小さくなっていたと考えられる。これらの筋肉は最長筋と棘筋と呼ばれ、尾の動きと安定性を担っている。これらの筋肉の減少にもかかわらず尾の安定性を維持するために、尾部肋骨は前方に突出した突起を持ち、尾部肋骨同士および骨盤と連結して尾を硬くした。その結果、他の獣脚類とは異なり、腰と尾を同時に回転させる必要があったため、急旋回する能力が低下した。

### 脳と感覚
CerroniとPaulina-Carabajalは2019年、CTスキャンを使用し脳を含む頭蓋骨内を調査した。頭蓋骨内の容積は168.8 cm3であったが、脳はこの空間のほんの一部のみを占めていたと考えられている。彼らは2つの異なる脳の大きさを推定し、それぞれ頭蓋骨内の50％と37％の脳の大きさと仮定した。その結果、知能の指針となる爬虫類脳化指数は近縁属のマジュンガサウルスよりは大きいが、ティラノサウルス科よりは小さかったことがわかった。ホルモンを作り出す松果体は、他のアベリサウルス科恐竜よりも小さかった可能性がある。これは、松果体があったと考えられる前脳上部の空間である硬膜の拡張が低いことからわかる。
嗅覚を司る嗅球は大きく、視覚を司る視葉は比較的小さかった。これは、嗅覚が視覚よりも発達していた可能性があることを示唆しているが、現代の鳥類ではその逆であった。嗅索と嗅球の前端は下向きに湾曲しており、これはインドサウルスにのみ見られる特徴で、他のアベリサウルス科では、これらの構造は水平に向いていた。CerroniとPaulina-Carabajalの仮説では、この下向きの湾曲と嗅球の大きなサイズは、カルノタウルスが他のアベリサウルス科よりも嗅覚に頼っていたことを示している可能性がある。視線の安定化と相関関係にあると考えられている脳葉の片葉は、カルノタウルスや他の南米のアベリサウルス科内では大きかった。これは、これらの形態が頭と体の素早い動きが頻繁に使用されていたことを示している可能性がある。カルノタウルスや他のアベリサウルス科では、内耳の壺 (lagena) が短いことからわかるように、聴覚はあまり発達していなかった可能性がある。可聴域は3kHz以下と推定されている。

## 生息年代と環境

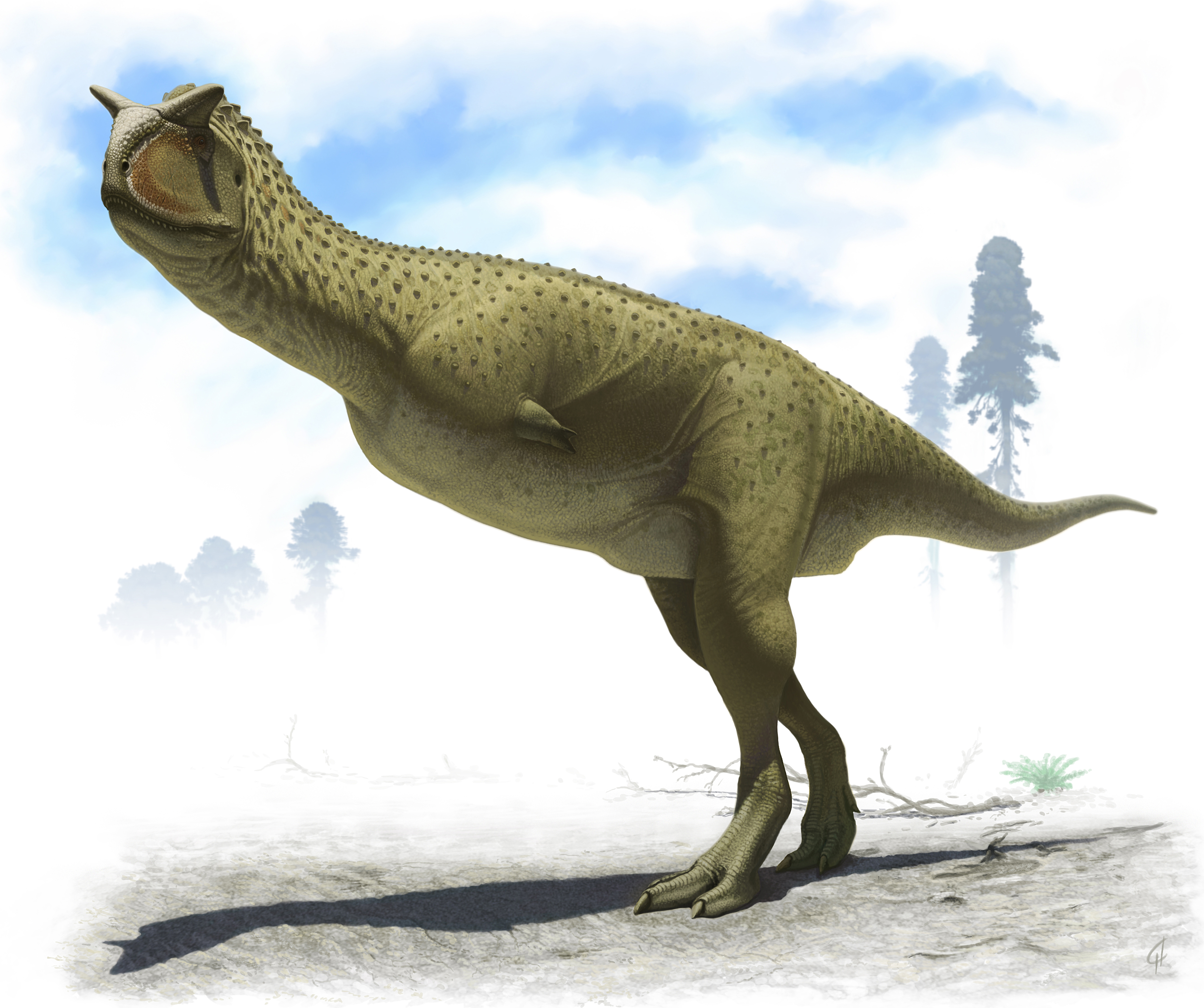
当時の環境におけるカルノタウルス

当時、カルノタウルスが発見された岩石は、セロ・バルシーノ層（ゴロ・フリヒオ層）の上部に割り当てられており、約1億年前（アルビアンあるいはセノマニアン）のものであると考えられていた。その後、それらははるかに新しい地層のラ・コロニア層とされ、カンパニアンとマーストリヒチアン（8,360万年前から6,600万年前）であることが判明した。Novasは2009年の著書で、7,200万年前から6,990万年前（前期マーストリヒチアン）というより狭い期間を挙げた。したがって、カルノタウルスは南米で知られているアベリサウルス科恐竜の中で最も新しい恐竜であった。後期白亜紀までに、南アメリカはすでにアフリカと北アメリカの両方から独立していた。
ラ・コロニア層は北パタゴニア山塊の南斜面に露出している。カルノタウルスを含む脊椎動物の化石のほとんどは、この地層の中層から産出している。この部分は、三角江、干潟、または海岸平野の環境の堆積物である可能性が高い。気候は季節によって異なり、乾期と湿期があったとされる。最も多く産出している脊椎動物は、ハイギョのセラトドゥス科、カメ、首長竜、ワニ、恐竜、トカゲ、ヘビ、哺乳類などである。他に生息していた恐竜には、カルノタウルスに近縁のKoleken inakayali、ティタノサウルス類サルタサウルス上科のTitanomachya gimenezi、未命名の曲竜類、未命名のハドロサウルス上科などがある。発見されたヘビには、Alamitophis argentinusなどといった、ボア科やマッツォイア科に属するものがある。カメは少なくとも5つのタクソンからなり、そのうちの4つはヘビクビガメ科（曲頸類）、1つはメイオラニア科（潜頸類）である。首長竜には、エラスモサウルス科の2属（KawanectesとChubutinectes）とポリコティルス科（Sulcusuchus）がある。哺乳類では、Reigitherium bunodontumとColoniatherium cilinskiiが代表的であり、前者は南米の梁歯目の最初の記録と考えられている。また、ゴンドワナテリウム類または多丘歯目の可能性があるArgentodites coloniensisとFerugliotherium windhauseniも代表的である。エナンティオルニス類の化石と、不確定だが今鳥亜綱の化石が発見されている。